# Тортоса (тайфа)
Тайфа Тортоса (исп. Taifa de Tortosa) — средневековое мусульманское государство на северо-востоке современной Испании, в Каталонии, существовавшее в течение двух временных интервалов: 1010-1060 и 1081-1099 годах. 
В 1060 году тайфа Тортоса была завоёвана более сильной тайфой Сарагосой. В 1081 году Тортосе удалось восстановить самостоятельность. 
В 1099 году тайфа Тортоса была окончательно завоёвана Альморавидами.

## Правители тайфы Тортоса
- «сакалиба»
  - Лабиб аль-Амири аль-Фата (1010—1039/1040)
  - Мукатил Сейф аль-Милла (1039/1040-1053/1054)
  - Яла аль-Амири (1053/1054-1057/1058)
  - Набил аль-Факи (1057/1058-1060)
- под контролем тайфы Сарагосы (1060—1081)
- Худдиды
  - аль-Мундир Имад ад-Давла (1081/1083-1090)
  - Сулейман Саид (1090—1099)
- под контролем Альморавидов (1099—1145)